# 2Dアニメーション制作ソフト一覧
2Dアニメーション制作ソフト一覧は、デジタルアニメーション制作ソフトウェアの一覧である。

## 2Dアニメソフトウェア
| ソフトウェア         | レイアウト       | レイアウト | 原画トレス | 原画トレス           | デジタル作画 | デジタル作画  | 動画                 | 動画       | 仕上げ           | 撮影               | 撮影                |
| ソフトウェア         | パース定規       | 3D         | 二値化     | ベクター化           | 二値         | ベクター      | オニオンスキン       | 自動中割り | デジタルペイント | コンポジット       | 二値のスムージング  |
| -------------------- | ---------------- | ---------- | ---------- | -------------------- | ------------ | ------------- | -------------------- | ---------- | ---------------- | ------------------ | ------------------- |
| CLIP STUDIO PAINT EX | Yes              | 部分的     | Yes        | Yes                  | Yes          | Yes           | Yes                  | No         | Yes              | Yes                | ?                   |
| OpenToonz            | Assistant Layers | ?          | Yes        | Yes                  |              | Yes           | Yes                  | Yes        | Yes              | Yes                | Yes                 |
| Krita                | Assistant Tool   | No         | ?          | No                   |              | Yes           | Yes                  | No         | Yes              | 部分的             | ?                   |
| Blender              | No               | Yes        | No         | (アウトライン化のみ) |              | Grease Pencil | Yes                  | Yes        | 部分的           | コンポジットノード | Anti-Aliasingノード |
| RETAS STUDIO         | No               | No         | TraceMan   | TraceMan             |              | STYLOS        | (ライトテーブルのみ) | No         | PaintMan         | CoreRETAS          | CoreRETAS           |

### 商用ソフトウェア
MOHO
Smith Micro Softwareが開発しているアニメーション制作ソフトである。当初はロストマーブルが開発していた。一時期、名前がAnime Studioとなっていたが、元のMOHOに戻された。「MOHO Debut」と「MOHO Pro」という二種類で発売されている。
Toon Boom Harmony
カナダのToon Boom Animation社が開発しているアニメーション制作ソフトで、Toon Boom Opus（旧USAnimation）の後継ソフト。オー・エル・エムが一部に使用している。TVアニメの『怪奇ゾーン グラビティフォールズ』、『アドベンチャー・タイム』やディズニーのアニメーション映画『ポカホンタスII/イングランドへの旅立ち』、『ライオン・キング2 シンバズ・プライド』、『プリンセスと魔法のキス』など2Dアニメーションを制作している。
TVPaint Animation
フランスのTVPaint Développement社が開発しているタブレットPC向けのアニメーション制作ソフト。サンジゲンが使用している。
Adobe Animate CC（アドビ・アニメート）
旧Adobe Flash Professional。ベクターベース。Adobe Creative Cloudに付属している。
Adobe Photoshop
アニメーションの作成に対応している。Dope Sheetには未対応。Adobe Creative Cloudに付属している。
アニメの色彩設計、色指定、版権イラストの仕上げと特殊効果のレタッチにも使われている。また背景のデジタル彩色と手描き背景のデータ化、撮影用の特殊効果のCG素材を作成することができる。アニメの仕上げ (デジタルペイント) にも使われている。
Corel Painter
アニメーションの作成機能を搭載している、プロ向けペイントソフト。フレームアニメーションのほか、ブラシストロークアニメーションを古くから搭載していたパイオニア的存在。油彩や水彩などの表現を得意とし、背景作画などにも使われる。
CLIP STUDIO PAINT EX
セルシスのペイントソフトであるCLIP STUDIO PAINT (通称クリスタ)の最上位版。v1.5.0でアニメーションに対応し、業界標準で使用されていたRETASの後継となった。
東映アニメーション、日本アニメーション、ライデンフィルム、旭プロダクション、神風動画、スタジオコロリド、プロダクション・アイジー、シグナル・エムディ、スタジオ雲雀、クリエイターズインパック、動画工房など多数のアニメスタジオでデジタル作画や動画などに使用されている。クリスタが使われている有名な作品には『ちびまる子ちゃん』がある。
PD Howler
CACANi（カカーニ）
自動中割生成機能、自動彩色システムなど多くの機能があり、アニメーターの作業負担軽減を目的にシンガポールの南洋理工大学で開発された2Dアニメーション制作ソフト。その名称は「Computer Assisted Cel Animaion」の略称である。サンライズ オリジンスタジオ、デイヴィッドプロダクションが使用している。
Procreate
iOS用のペイントアプリであり、アニメーションにも対応している。

### フリーソフトウェア
OpenToonz（オープントゥーンズ）
Digital Videoが開発していたデジタルセルアニメーション制作ソフト。2016年にオープンソース化された。日本ではスタジオジブリが採用しており、宮崎駿監督の「もののけ姫」以来、Toonzを使用している。
2017年2月28日、セルシスが公開したCLIP STUDIO PAINT EXの最新バージョンと連携可能であり、CLIP STUDIO PAINT EXで作成した原画・動画を書き出し、OpenToonzで彩色・仕上げを行うことができる。
Krita
ペイントソフトだが、3.0で2Dアニメーションに対応した。
Synfig Studio
ベクターベース。
Pencil2D
ビットマップ/ベクター両対応。
Blender
3DCGソフトウェアだが、2D/3D手描きアニメーションの作成が可能なGrease Pencil機能を有する。2.78でGrease Pencil V2が統合され、2.8で2D Animationテンプレートが追加され、2.83でGrease Pencilのリファクタリングが行われ、4.3でGrease Pencil V3が統合され、手描き機能が年々強化されている。
Grease Pencil機能ではラインのスカルプト編集、フレーム補間（自動中割）、マルチフレーム編集、モディファイア（非破壊変形）などが可能。
カラーが採用予定。

### 開発停止中
RETAS STUDIO（レタススタジオ）
セルシスのアニメーション制作ツールで、長らく日本アニメ業界の標準定番ソフトとなっていた。その名称は「Revolutionary Engineering Total Animation System」の略称である。
Stylos（作画用）・TraceMan（トレース用）・PaintMan（彩色用）・CoreRETAS（撮影用）という4つのツールで構成されており、合計で約160万円、ソフトが動作するパソコンのMacを含んだシステム全体でも500万円程度で済む、プロフェッショナル用ソフトとしては圧倒的な低価格で（同時期の競合のデジタルアニメ制作ソフトを導入すると、システム全体で1000万円を超えた）、全国のアニメ制作会社やアニメ系教育機関で導入された。「RETAS! PRO HD」の時代までは、ツール1つあたり約10万円のプロフェッショナル用ソフトだったが、2008年に「RETAS STUDIO」としてセット販売になった際、認証用ドングルが廃止され、4つのツールを合わせた標準価格が36,750円と大幅に下がり、アマチュアにも利用者層が広がった。現在はペイントツールである「CLIP STUDIO PAINT EX」に統合されている。
2000年代以降はAdobe After Effectsの機能がCoreRETASを上回ったため、撮影にはCoreRETASではなくAdobe After Effectsが利用されるのが普通だった。レタスの開発が終了した2010年代後半以降、レイアウト・作画監督・演出修正・原画作業・動画作業もStylosに代わってCLIP STUDIO PAINT EXで行われるようになってきている。ただし、TraceMan及びPaintManは、2024年現在もこれを代替するツールがないのが業界の課題となっている。もっとも、2020年代以降、色指定に従ったデジタルペイント作業はPaintManを使い続けているものの、フルデジタル制作の普及に伴いTraceMan（紙媒体で作成した原画・動画をPCへの取り込み、トレースを2値化できるソフト）の使用はかなり少なくなってきている。
「RETAS STUDIO」の発売前に「RETAS! PRO HD」、「RETAS! PRO Infinity」、「RETAS! PRO」（業務用）および「RETAS! LITE Debut」（コンシューマ用）という名前で発売されていた。アニメのデジタル化に大きく貢献した功績が評価され、国内外で多数の賞を受賞している。
Cambridge Animation Systems Animo（ケンブリッジ・アニメーションシステムズ・アニモ）
イギリスのケンブリッジ・アニメーションシステムが開発していた統合型デジタルセルアニメーション制作ソフト。『プリンス・オブ・エジプト』、『魔法の剣 キャメロット』、『アイアン・ジャイアント』や『王様と私』など多数のアニメーション映画がこれで制作されている。
スキャン（ScanLevel）・ペイント（InkPaint）・コンポジット（Director）などの機能を持っており、スキャンの際に元の鉛筆線の実線の質感が残る「階調トレス」を特徴としていた。3Dモデリングデータをノンフォトリアリスティックにレンダリングするアニメーション機能も備える。
2004年以降、最新版のバージョン 6.0を発表した後に開発は終了。Animoの開発会社であったケンブリッジ・アニメーションシステムは、2009年1月13日にカナダのToon Boomにより買収されている。
日本では、アニメ業界のデジタル黎明期、つまり1993年に『RETAS! PRO』（レタス）が発売される前までは広く用いられていたが、レタスが発売されると、アニモの「階調トレス」よりレタスの「二値トレス」の方が効率的で量産に適していたこと、レタスの開発元に東映動画など日本の大手アニメ会社が資本参加しており積極的に導入したこと、レタスが日本のアニメ業界のデファクトスタンダードになるに従い業界でますますレタスの導入が増えたこと、などの理由で、採用例は少なくなった。そもそも価格が高価だったため、レタスが発売されるまで日本のアニメスタジオではデジタルアニメ制作ソフト自体があまり普及していなかった。2000年代以降もスタジオディーンとProduction I.G.が採用していたが、アニモの開発終了に従いレタスに移行した。海外ではワーナー・ブラザース・アニメーション、ドリームワークス・アニメーションやネルバナなどで採用されており、合計でAnimoは世界中の300以上のスタジオで使用されていた。現在では下記のCAPSシステム、Toon Boom Opus（過去名：USAnimation）と同様に、Toon Boom Harmonyに取って代わられた。
Computer Animation Production System（コンピュータアニメーション・プロダクション・システム）
略称はCAPS。1980年代後期にウォルト・ディズニー・カンパニーとピクサー・アニメーション・スタジオが共同で開発した世界初の2Dデジタルアニメーション制作システム。セル画にトレースと彩色を施す作業の負担軽減、デジタル彩色への移行を目的に作られたコンピュータシステムである。1992年にCAPSシステムの開発チームは映画芸術科学アカデミーを受賞した。
『リトル・マーメイド』のエンディングシーンをはじめ、『ビアンカの大冒険 ゴールデン・イーグルを救え!』、『美女と野獣』、『アラジン』、『ライオン・キング』、『ムーラン』、『アトランティス 失われた帝国』、『トレジャー・プラネット』などのアニメーション映画で制作されている。2004年にCAPSシステムの使用を終了し、その後の2Dアニメーション映画制作は主にToon Boom Harmonyが使用された。
Toon Boom Opus
旧USAnimation。プロフェッショナル向けのアニメーション制作ソフトウェア。ディスコン。ソフトウェアのアップグレードを伴いながらUSAnimation→Toon Boom Opus→Toon Boom Harmonyと名前を変えている。
セルペインター
セル画風の絵を作成するフリーのソフトウェアで、主にアニメーション自主制作で使用。無料。最終更新は2007年。
Dopey
ペイントソフトのMyPaintを基として2Dアニメーションに対応させたもの。オープンソース。
AnimeStudio（アニメスタジオ）
ぜんまいはうすが自主開発していたセルアニメーション撮影ソフト。無料版のFreeAnimeStudioも存在した。開発終了。

### 切り絵(カットアウト)/スケルタルアニメーション/モーフィング
After Effectsのパペットツール、ToonzのPlasticツール 、PhotoAnimのSkeletal animation、Blender用のCutout Animation Tools (coa_tools)アドオンやTesselate texture planeアドオンなど。また、SpriteUVなどの3DCGソフトウェア向けカットアウトアニメーション支援ツールも存在する。
Unity
Unity Technologiesの開発する2D/3Dゲームエンジンだが、映像作成用の機能も搭載されている。2Dスケルタルアニメーション向けの「2D Animation」パッケージが用意されている (「Unity Anima2D」アセット（元Mandarina Games製）の後継)。
Spine
kickstarter発の2Dスケルタルアニメーション作成ソフト。メッシュを掛けて変化を持たせ、2.5Dに見せることも可能。
採用例にはCygamesのアニメRPG『プリンセスコネクト！Re:Dive』や、バンダイナムコエンターテインメントのブラウザゲーム『アイドルマスター シャイニーカラーズ』などがある。
AnimeEffects
オープンソース。2Dスケルタルアニメーションや自由変形に対応している。
Live2D
2Dのモーフィングによるシームレスアニメーション制作ソフト。「Live2D Cubism」は商用だが、「Live2D Modeler」、「Live2D Animator」はWeb上で無料公開されている。
採用例にはスマートフォンゲームの『あんさんぶるスターズ!』や『バンドリ! ガールズバンドパーティ!』、バーチャルYouTuberの『にじさんじ』などがある。
E-mote
2Dのモーフィングによるシームレスアニメーション制作ソフト。無料版の「えもふり」（E-mote Free Movie Maker）もある。
Sketchbook Motion
Autodeskが開発していたiPad用のアニメーションソフト。旧Project Draco。頒布終了。
PICMO
MovingSketchの後継。販売終了。

### 仕上げ・色彩設定ソフトウェア
仕上げでは彩色などを行う。色彩設計はアニメーションの登場キャラクター・背景・小物などをアニメ仕様に色彩を決める。現在はRETAS STUDIO PaintManとAdobe Photoshopを併用している。
AniLaPaint（アニラペイント）
2001年に小野木一樹/おのぎん(Onogin)が自主開発していたセルアニメーションの仕上げ工程に使うペイントソフト。アニメ業界では使われていない。製品版と無料版がある。

### 撮影ソフトウェア
撮影ではアニメーションのシーンにデジタルペイントされたセル素材・背景素材・CG素材のデータをコンポジット（合成）し、画面が光る透過光・ブラシ作業・波ガラスやグラデーション処理など画面の視覚効果を追加することで、一枚一枚静止した絵に動きのある映像を作る。一部の2Dアニメーションソフトウェアは撮影向けの機能も内包している。
2値化して処理している場合は最後にスムージング処理が必要となるため、セルアニメに特化したスムージング実装が存在している（OLM Open ToolsのOLM SmootherやPSOFT anti-aliasingなど）。
Adobe After Effects（アドビ・アフターエフェクツ）
アニメーションの定番となった業務用映像加工ソフト。本来実写用ではあるが、映画フィルム向けの機能としてコマ単位での表示設定ができることや、タイムリマッブというコマ間の再生時間を自由にできる機能及びコマ間補完停止機能が、アニメ独特の1秒間に数枚だけの動画セルで表現する方法とマッチし下記に挙げるような映像効果機能とともに撮影作業での主流ソフトウェアとなった。PANやトラックバック、フェード・オーバーラップなどのカメラワーク表現とともに、透過光・爆発・炎・吹雪・稲妻・時空ワープ・水しぶきや輝く光などの特殊効果も作成しているが、セルの質感・本のページ・モニター・ゲーム画面などアート素材を貼り付けられる。タイトル文字やモーショングラフィックスを作成・挿入したりすることができる。プラグインと呼ばれる有償・無償各種さまざまな機能拡張ソフトが使用でき、さきに挙げられたOLM Smootherなどアニメ撮影業界標準に近いようなものも存在している。

## 映像編集ソフトウェア
Avid Media Composer（アビッド・メディア・コンポーザー）
Adobe Premiere（アドビ・プレミア）
業務向け動画編集ソフト。完成した動画をつなげたり加工する際に用いられることがある。
VideoStudio（ビデオスタジオ）
コンシューマー向けソフトウェア。オニオンスキンを搭載したコマドリ機能があり、透過PNGを連続で読み込ませるなどして自作短編アニメーション作成に使われることがある。

## その他
Adobe Illustrator（アドビ・イラストレーター）
モニターグラフィックスデザインや物のリアルな質感など必要なCG素材・アート素材を作成する際に使われる。
Corel Painter（コーレル・ペインター）
デジタル上での油彩水彩、筆などの表現を得意とし、アニメーションの背景作画などに使われる。
CorelDRAW（コーレルドロー）
モニターグラフィックスデザインや物のリアルな質感など必要なCG素材・アート素材を作成する際に使われる。